# Monika Lis
Monika Lis (* 27. Juni 1989 in Berlin) ist eine deutsche Rollkunstläuferin. Sie ist Mitglied der Neuköllner Sportfreunde. Sie ist eine von etwa einem halben Dutzend Läuferinnen auf der Welt, die den dreifachen Lutz auf Rollschuhen beherrscht.
Ihre Eltern Marek und Jolanda sind in Stettin, Polen geboren.

## Erfolge
- vierzehnmalige Berliner Meisterin
- dreizehnmalige Norddeutsche Meisterin
- zwölfmalige Deutsche Meisterin
- 2001 inoffizielle Jugend-Europameisterin
- 2009 erstmals Deutsche Meisterin der Meisterklasse und Bronzemedaille bei den World Games.[2][3]

(Stand 18. Oktober 2012)

## Ausbildung
2008 machte sie an einem Neuköllner Gymnasium das Abitur und studierte anschließend Biowissenschaften an der Universität Potsdam. Nebenher ist sie Trainerin im Nachwuchsbereich ihres Vereins.